# Ahmed Shaaban
Ahmed Shaaban (ur. 10 października 1978 w Al-Mansurze) – egipski piłkarz grający na pozycji bocznego pomocnika.

## Kariera klubowa
Shaaban pochodzi z Kairu, a jest wychowankiem klubu Petrojet FC, w którym występuje w pierwszym składzie. W sezonie 2006/2007 wywalczył z nim historyczny pierwszy awans z drugiej do pierwszej ligi egipskiej. W sezonie 2013/2014 grał w El-Entag El-Harby SC.

## Kariera reprezentacyjna
W reprezentacji Egiptu Shaaban zadebiutował w 5 stycznia 2008 w wygranym 3:0 towarzyskim spotkaniu z Namibią. W drugiej połowie zmienił Ahmeda El-Mohamadiego. W tym samym roku Hassan Shehata powołał go na PNA 2008.